# Eduard Bayer

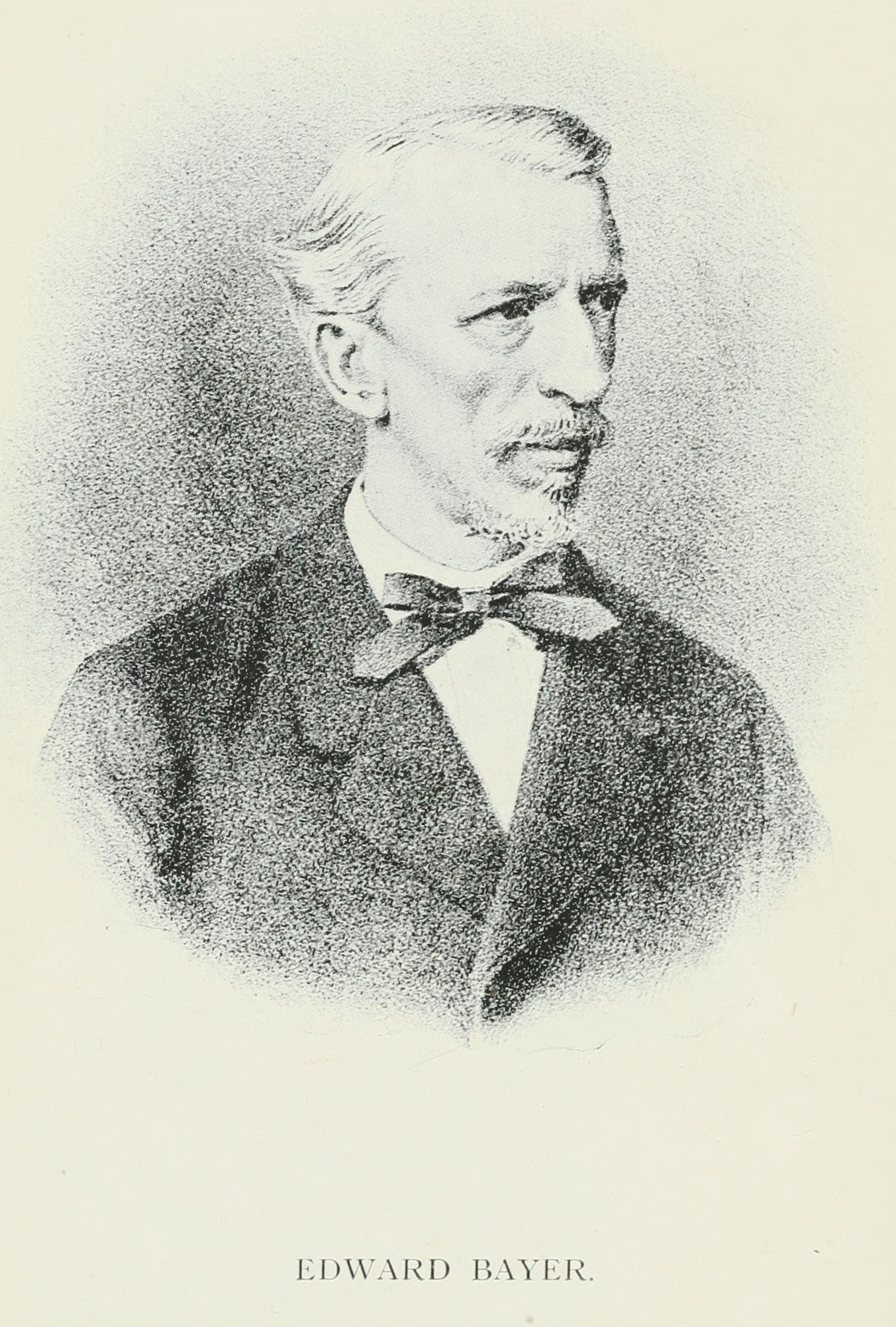
Eduard Bayer (Abbildung im Buch von Philip J. Bone: The Guitar and Mandolin. Biographies of Celebrated Players and Composers for these Instruments, 1914)

Johann Gottfried Eduard Bayer (* 20. März 1822 in Augsburg; † 23. März 1908 in Hamburg, bekannt als Eduard Bayer) war ein deutscher Komponist für klassische Gitarre und ein Virtuose auf der Gitarre, der Harfengitarre, der Mandoline und der Zither.

## Leben

### Jugend und Ausbildung
Bayer wurde in Augsburg geboren. Er war der Sohn eines früh verstorbenen Beamten. Im Alter von sechs Jahren wurde er ein Mitglied des Knabenchors der örtlichen St. Ulrichskirche. In jungen Jahren arbeitete er sechs Jahre lang in einem Unternehmen als Graveur. Der Beamte W. Schmölzl aus Augsburg brachte ihm das Gitarrenspiel bei und machte ihn mit Noten und Unterrichtsmaterialien der Gitarristen und Komponisten Fernando Sor, Mauro Giuliani, Luigi Legnani und Johann Kaspar Mertz bekannt. Bayer erlangte eine solche Fertigkeit im Gitarrenspiel, dass er um 1843 seinen Beruf als Graveur aufgeben und professioneller Gitarrist werden konnte.

### Karriere
Nach einigen erfolgreichen Konzerten in seiner Heimatstadt begab er sich 1848 zusammen mit einem seiner begabtesten Schüler auf eine Tournee durch Deutschland. Offensichtlich waren sie nicht erfolgreich und standen kurz vor der Heimreise, als sich in Darmstadt ihr Schicksal wendete: „Als sie auf ihrer Reise durch Darmstadt kamen, wurden sie ganz unerwartet aufgefordert, vor dem Hof zu spielen, und sie erhielten echten und herzlichen Beifall vom Erbgroßherzog und der Herzogin, letztere eine Tochter von König Ludwig II. von Bayern. Mit gewichtigen Empfehlungen ausgestattet, verließen sie die Stadt, die ihnen eine so angenehme Überraschung bereitet hatte, und von nun an war ihnen der Erfolg gewiss.“ Danach konzertierte er in vielen musikalischen Zentren in Deutschland, darunter Dresden und Leipzig, den Niederlanden, Belgien und der Schweiz. Nach seiner zweijährigen Tournee ließ er sich 1850 in Hamburg nieder und war noch bis 1857 auf weiteren Konzertreisen unterwegs.
Ab 1850 veröffentlichte Bayer zahlreiche Kompositionen für Gitarre, für einige seiner Veröffentlichungen verwendete er das Pseudonym „A. Caroli“, zum Beispiel für sein Gitarrenlehrbuch Vollständige Gitarrenschule und seine beiden Sammlungen kurzer Gitarrenstücke namens Esmeralda. Er schrieb hauptsächlich für den Salon oder für die häusliche Unterhaltung. Zu seinen zahlreichen Kompositionen gehören die Sammlungen 100 Erholungen, Fleurs du bal, Le guitarriste au salon (21 Bände) und Bouquet musical  (10 Bände). Bayer komponierte auch Lieder für Gesang und Gitarre, etwa sein Bayer’s Liederschatz für Guitarre. Eine Auswahl der beliebtesten Lieder und Opern-Gesänge mit leichter Gitarrebegleitung, außerdem einige Musik für Zither, etwa das Tanz-Album für Zitherspieler und eine Fantasie für Gitarre und Klavier, die Erinnerung an Hamburg.
Eduard Bayer trat häufig auf einer Harfengitarre auf und war der Erfinder einer Pedalharfengitarre, bei der ein Kapodaster mit Hilfe eines Fußpedals auf dem Gitarrenhals auf und ab bewegt werden konnte. Einer seiner bedeutendsten Schüler war Otto Hammerer (1834–1905). Trotz seiner internationalen Tourneen und der Übersetzung seines Gitarrenlehrbuches ins Englische und Französische schrieb Philip J. Bone 1914: „Bayer wird von seinen Landsleuten als Komponist hoch geschätzt, aber außerhalb Deutschlands ist er praktisch unbekannt“.

## Kompositionen (Auswahl)
Für eine Gitarre
- Fleurs du bal. Collection de quadrilles, valses, polka etc. sur des thèmes des opéras italiens, Op. 2 (Hamburg: Niemeyer, 1850)
- Le Repertoire du guitarriste. Morceaux modernes et non difficiles (Hamburg/Leipzig/New York: Schuberth & Co., 1860). 15 Bände. Enthält in Band 1: Fantaisie sur le chant Les Plus beaux yeux, Op. 17 (nach Giorgio Stigelli) – Noten online; in Band 4: Die Heimath, Op. 20 (auf ein Lied von Karl August Krebs) – Noten online
- Souvenir d’amour. Fantaisie pour la guitare à 10 ou 6 cordes, Op. 22 (Leipzig: Carl Rühle, 1890)
- Grand rondo brillant, Op. 40 (Leipzig: Carl Rühle, 1860)
- Echo musical. Collection de compositions les plus nouveaux et favorites (Hamburg: Jowien, 1890)
- Compositions pour la guitare (4 Bände; Leipzig: Carl Rühle, undatiert)
- Divertissement (Hamburg: Bayer, undatiert)

Für zwei Gitarren
- Souvenir d’Ems. 6 Ländler, Op. 23 (Hamburg: Niemeyer, 1850) – Noten online
- Sechs Ländler, Op. 37 (Offenbach: André, 1855) – Noten online

Für Gitarre und Piano
- Erinnerung an Hamburg. Fantasie (1856)

Für Gitarre und Gesang
- Bayer’s Liederschatz für Guitarre. Eine Auswahl der beliebtesten Lieder und Opern-Gesänge mit leichter Gitarrebegleitung. Band 1: Franz Schubert (Pasing: Hoenes, 1900). Enthält: „Das Wandern“; „Der Neugierige“; „Wohin?“; „Ungeduld“; „Morgengruss“; „Mit dem grünen Lautenbande“; „Mein“; „Des Müllers Blumen“; „Thränenregen“; „Danksagung an den Bach“; „Am Feierabend“; „Trock’ne Blumen“; „Der Müller und der Bach“; „Des Baches Wiegenlied“; „Erlkönig“; „Leise flehen meine Lieder“; „Der Wanderer“; „Lob der Thränen“; „Am Meer“; „Horch, horch, die Lerch im Aetherblau“; „Ave Maria“
- dto., Band 2: Conradin Kreutzer
- dto., Band 3: Albert Lortzing
- dto., Band 4: Felix Mendelssohn Bartholdy
- dto., Band 5: Friedrich Curschmann, Frédéric Chopin, Otto Nicolai

Für Zither
- Tanz-Album für Zitherspieler (Hamburg, 1880)
- Neueste theoretisch-praktische Zitherschule, bei Mangel eines Lehrers auch für den Selbstunterricht berechnet mit melodischen Übungs- und Unterhaltungs-Stücken (Trier: P. Ed. Hoenes, 1885). Englische Ausgabe: The Latest Theoretical and Practical Zither-School, containing melodious exercises and amusements, übersetzt von J. P. Morgan (Trier: P. Ed. Hoenes, 1885)
- Schule der Geläufigkeit für die Zither (Trier: P. Ed. Hoenes, 1886)